# Alice's Circus Daze
Série Alice Comedies
Alice's Auto Race
(1927) Alice's Knaughty Knight
(1927)
Pour plus de détails, voir Fiche technique et Distribution.
Alice's Circus Daze  est un court métrage d'animation américain muet de la série Alice Comedies sorti en 1927.

## Synopsis
Alice et Julius se préparent à se lancer sur la piste pour leur numéro de cirque. Ils forment un duo d'acrobates avec des chaises.

## Fiche technique
- Titre original : Alice's Circus Daze ou Circus Story
- Série : Alice Comedies
- Réalisation : Walt Disney
- Animation : Robert Edmunds, Ub Iwerks, Rollin Hamilton, Hugh Harman, Rudolf Ising, Paul Smith
- Encrage et peinture : Irene Hamilton, Walker Harman
- Photographie : Rudolf Ising
- Production : Margaret J. Winkler
- Société de production : Disney Brothers Studios
- Société de distribution : FBO pour Margaret J. Winkler (1927)
- Budget : 1 176,09 $
- Pays :  États-Unis
- Format d'image : noir et blanc - 35 mm - 1,37:1 - muet
- Genre : animation et prises de vues réelles
- Durée : 7 min
- Dates de sortie : 
  - Version muette : 18 avril 1927[1]
  - Version sonorisée : ?

Source : Walt in Wonderland

## Distribution
- Lois Hardwick : Alice

## Commentaires
Produit le 31 décembre 1926 (prise de vue réelle) et en janvier 1927 (animation), le film a été livré le 31 janvier 1927. Le copyright a été déposé le 18 avril 1927 par R-C Pictures Corp.
C'est la première apparition de Lois Hardwick dans le rôle d'Alice.